# Kuwashima Hōko
Kuwashima Hoko (桑島 法子 (Tang Đảo Pháp Tử) Kuwashima Hōko) là một seiyū rất được ưa thích tại Nhật Bản. Là một diễn viên tài năng, Kuwashima có thể đảm nhận rất nhiều vai diễn đa dạng, từ vai các cậu bé đến những người phụ nữ lớn tuổi. Hiện nay cô đang làm việc cho công ty Aoni Production.

## Vai lồng tiếng

### Anime
- Allison & Lillia - Allison Whittington (lúc lớn)
- Angelic Layer - Sai Jōnōchi
- Aria (manga) - Atora Monteverdi
- Argento Soma - Harriet Bartholemew, Maki Agata
- Ayakashi: Tenshu Monogatari - Tomihime
- Azumanga Daioh - Kagura
- Bamboo Blade - Miyako Miyazaki
- Betterman - Misako
- Beyblade - Kyōju (Kenny)
- Black Lagoon: The Second Barrage - Yukio Washimine
- Bleach - Cirucci Thunderwitch, Soi Fon (Từ tập 206 trở đi, thay cho Kawakami Tomoko)
- Blue Gender - Marlene Angel
- Bomberman B-Daman Bakugaiden - Shirobon
- Chobits - Minoru Kokubunji
- Clannad - Tomoyo Sakagami
- Claymore - Clare
- Denno Coil - Isako
- D.Gray-Man - Lala
- Digimon Xros Wars - Amano Nene, Tobari Ren, Cutemon
- Dokkiri Doctor - Koizumi Miyuki
- Doraemon: Nobita và vương quốc robot - Poko
- Detective Academy Q (Tantei Gakuen Q) - Minami Megumi
- Ergo Proxy - Kristeva
- Final Fantasy: Unlimited - Miles
- Fullmetal Alchemist - |Rosé Thomas
- Gravion - Leele
- Gravion Zwei - Leele
- Gun X Sword - Wendy Gallet
- Gundam Seed - Flay Allster, Natarle Badgiruel, Via Hibiki
- Gundam Seed Destiny - Stella Loussier, Rey Za Burrel lúc nhỏ
- Hakuouki: Shinsengumi Kitan - Chizuru Yukimura
- Harukanaru Toki no Naka de Hachiyō Shō - Morimura Ran
- Harukanaru Toki no Naka de 3 OVA - Kajiwara Saku
- Infinite Ryvius (Mugen no Ryvius) - Aoi Housen
- InuYasha - Sango
- Iriya no Sora, UFO no Natsu - Mayumi Shiina
- Kaiba - Kaiba
- Kamikaze Kaito Jeanne - Maron Kusakabe/Kaito Jeanne
- Kenran Butou Sai: The Mars Daybreak - Vestemona Lauren
- Konjiki no Gash Bell! (Zatch Bell) - Kolulu
- Kurozuka- Rai
- Kyo no Gononi - Sato Ryōta
- Macross Frontier - Nanase Matsura, Canaria Bernstein
- Madlax - Margaret Burton
- MapleStory - Al
- Martian Successor Nadesico (Kidou Senkan Nadesico) *vai chính đầu tiên- Yurika Misumaru
- Melody of Oblivion - Bocca
- Mermaid Saga - Rin
- My-Otome 0~S.ifr~ - "Una Shamrock"
- Ninja Scroll: The Series - Shigure
- Noir - Kirika Yuumura
- One Piece - Going Merry, Victoria Cindry
- Princess Arete - Arete
- Pokémon - Kiichi
- Quiz Magic Academy - Ruquia
- RahXephon - 'Quon Kisaragi
- Keroro Gunso – Shirara, Meru (movie 2),Fuyuki Hinata (từ tập 232)
- Saiunkoku Monogatari - Kō Shūrei
- Shining Tears X Wind - Xecty Ein
- Simoun - Guragiefu
- Slayers Try - Filia Ul Copt
- Soul Eater - Medusa
- Steel Angel Kurumi - Nakahito Kagura
- The Twelve Kingdoms - Shōkei
- Transformer Galaxy Force - Hop
- UFO Princess Valkyrie - Chorus
- Valkyria Chronicles - Isara Gunther
- X TV - Satsuki Yatouji
- ZOE: Dolores, i - Dolores
- Zombie-Loan - Michiru Kita

### Video game
- Castlevania: Order of Ecclesia - Shanoa
- Dancing Blade: Katte ni Momo Tenshi - Momohime
- Dead or Alive (video game) - Kasumi từ Dead or Alive 3, gồm Dead or Alive Ultimate.
- Evil Zone (Eretzvaju) - Erel Plowse
- Star Ocean: First Departure - Marvel Frozen
- DIGITAL DEVIL SAGA ~Avatar Tuner~ - Sera/Seraph
- Inuyasha: A Feudal Fairy Tale - Sango
- Metal Gear series - Mei Ling, Para-Medic
- Soul Calibur - Seong Mina Soul Calibur through Soul Calibur III
- Tales of Symphonia, Tales of the World: Narikiri Dungeon 3, Tales of Fandom Vol.2, Tales of Symphonia: Dawn of the New World, Tales of the World: Radiant Mythology 2 - Presea Combatir
- Harukanaru Toki no Naka de - Morimura Ran
- Harukanaru Toki no Naka de 2 - Taira no Chitose
- Harukanaru Toki no Naka de 3 - Kajiwara Saku
- Shining Force EXA - Cyrille
- Konjiki no Gash Bell!!: Gekitou! Saikyou Mamonotachi - Kolulu
- Apocripha/0 - Lhodo Chrosite
- Summon Night 2 - Amer
- Summon Night: Swordcraft Story 2 - Amer
- Eternal Sonata - Viola
- Quiz Magic Academy - Ruquia
- Castlevania: Order of Ecclesia - Shanoa
- Wrestle Angels: Survivor - Megumi Muto
- Fragile: Sayonara Tsuki no Haikyo - Seto
- Valkyria Chronicles - Isara Gunther

### Lồng tiếng cho phim nước ngoài
- Arthur - Sue Ellen Armstrong (Patricia Rodriguez)
- W.I.T.C.H - Wilhelmina Will Vandom
- Thomas and the Magic Railroad - Lily (Mara Wilson)